# أنجيلا تونغ
أنجيلا تونغ هي عارضة وممثلة كندية، ولدت في 30 يونيو 1975 بمونتريال في كندا.

## وصلات خارجية
- أنجيلا تونغ على موقع IMDb (الإنجليزية)
- أنجيلا تونغ على موقع قاعدة بيانات الفيلم (الإنجليزية)